# Ромодановский, Борис Васильевич
Князь Борис Васильевич Ромодановский — сын боярский и воевода во времена правления Ивана III Васильевича.
Из княжеского рода Ромодановские. Младший сын родоначальника, князя Василия Фёдоровича Ромодановского-Стародубского. Имел братьев, князей: Василия, Ивана, Семёна, Фёдора и Михаила Васильевичей.

## Биография
Показан в детях боярских. В апреле 1485 года послух в закладной кабале князей Кривоборских. В 1495 году участвовал в государевом новгородском походе.
В феврале 1500 года на свадьбе дочери великого князя Ивана III — княжны Феодосии Ивановны и князя Василия Даниловича Холмского, был двадцать четвёртым в свадебном поезде.
В 1504 году (или в 1514) был в войсках в числе воевод, на бою при речке Крапивна взят поляками в плен.
В 1519 году сидел в тюрьме в Вильно, потом упомянут в 1519—1538 годах в тюрьме в Троках, где вскоре и умер.

## Семья
От брака с Антониной (Антонидой) имел детей:
- Князь Ромодановский Василий Борисович по прозванию «Трегуб» — известен по родословным.
- Князь Ромодановский Фёдор Борисович — воевода.
- Князь Ромодановский Иван Борисович — воевода.
- Князь Ромодановский Пётр Борисович Шарап и Большой — в 1514 году на речке Крапивна взят в плен поляками.
- Князь Ромодановский Михаил Борисович — известен по родословным, бездетный.
- Князь Ромодановский Пётр Борисович Меньшой — в 1551 году записан в третью статью московских дворян, в 1559—1560 годах пятый воевода в Свияжске.

## Критика
В поколенной росписи поданной в 1682 году в Палату родословных дел не показан князь Пётр Борисович Меньшой. П. Н. Петров в «Истории родов русского дворянства», тоже не упоминает князя Петра Борисовича Меньшого.
По тексту родословной книги М. Г. Спиридова напечатано, что князь Борис Васильевич попал в плен в 1504 году на речке Крапивна, а его сын князь Пётр Борисович в 1514 году там же. Очевидно, что в одном из текстов была опечатка и отец и сын попали в плен вместе. Вероятно, М. Г. Спиридов имеет ввиду один из эпизодов Битвы под Оршей состоявшейся в 1514 году, когда русские войска спасаясь от артиллерийского огня пытались переправиться через реку Крапивна.